# Preservation Metadata: Implementation Strategies
Preservation Metadata: Implementation Strategies, kurz PREMIS, ist eine Initiative, die den gleichnamigen Standard bei der Library of Congress vorantreibt. Der PREMIS-Standard zielt darauf ab, allgemeingültige Metadaten für die digitale Langzeitarchivierung in strukturierter Weise zu beschreiben.
Im Jahr 2003 wurde die internationale PREMIS-Arbeitsgruppe durch das Online Computer Library Center (OCLC) und die Research Libraries Group (RLG) ins Leben gerufen. Diese entwickelte das PREMIS Data Dictionary als Spezifikation für Metadaten-Elemente zur möglichst breiten Anwendung in Archiven. Im Mai 2005 wurde der Abschlussbericht veröffentlicht, welcher die Version 1.0 des PREMIS Data Dictionary enthielt sowie praktische Hilfestellungen zur Implementierung von Metadaten in digitalen Archiv-Systemen und entsprechende XML-Schemata. Version 2.0 wurde im März 2008 veröffentlicht, Version 3.0 im Juni 2015.